# 원천중학교
원천중학교(遠川中學校)는 대한민국 경기도 수원시 영통구 원천동에 있는 공립 중학교이다.

## 학교 연혁
- 1990년 12월 30일 : 본관 16실 준공
- 1991년 1월 21일 : 12학급씩 전학년 36학급 설립 인가
- 1991년 3월 1일 : 초대 김정래 교장 취임
- 1991년 3월 7일 : 제1회 신입생 12학급 595명 입학
- 1991년 10월 2일 : 개교 기념일
- 1991년 10월 28일 : 본교 3, 4층 16실 준공
- 1992년 12월 30일 : 신관 20실 준공
- 1994년 2월 15일 : 제1회 졸업식 12학급 559명 졸업
- 2023년 3월 1일 : 제11대  용상호 교장 취임
- 2024년 1월 5일 : 제31회 졸업생 39명 졸업(누계 14,348명)
- 2024년 3월 4일 : 제34회 신입생 2학급 31명 입학

## 참고 자료
- 원천중학교 - 한국교육학술정보원 학교알리미